# Sommer-Universiade 2011/Bogenschießen
Die Wettbewerbe im Bogenschießen der Sommer-Universiade 2011 fanden zwischen den 14. und 18. August in Shenzhen statt. Es wurden jeweils Einzelwettkämpfe für Frauen und Männer und Teamwettbewerbe für Frauenteam, Männerteams und Mixed-Teams. Diese Disziplinen gab es jeweils für den Recurve-Bogen – den olympischen Bogen – und den Compoundbogen.

## Medaillengewinner

### Frauen
| Disziplin            | Gold                                          | Silber                                                      | Bronze                                                    |
| -------------------- | --------------------------------------------- | ----------------------------------------------------------- | --------------------------------------------------------- |
| Einzel Recurve-Bogen | Ki Bo-bae                                     | Jung Dasomi                                                 | Cho Pei-chin                                              |
| Einzel Compoundbogen | Polina Nikitina                               | Kendal Nicely                                               | Viktoria Balzhanova                                       |
| Team Recurve-Bogen   | SüdkoreaHan Gyeong-hee Jung Dasomi Ki Bo-bae  | UkraineTetyana Dorokhova Olena Kushniruk Nina Mylchenko     | Chinesisch TaipehCho Pei-chin Lei Chien-ying Yuan Shu-chi |
| Team Compoundbogen   | SüdkoreaKim Hyo-sun Seo Jung-hee Seok Ji-hyun | RusslandNatalia Avdeeva Viktoria Balzhanova Polina Nikitina | IndienGagandeep Kaur Anjali Kumari Sunita Rani            |

### Männer
| Disziplin            | Gold                                                        | Silber                                                            | Bronze                                                      |
| -------------------- | ----------------------------------------------------------- | ----------------------------------------------------------------- | ----------------------------------------------------------- |
| Einzel Recurve-Bogen | Im Dong-hyun                                                | Kim Woo-jin                                                       | Kim Bub-min                                                 |
| Einzel Compoundbogen | Aleksander Dambaew                                          | Choi Yong-hee                                                     | Sebastien Brasseur                                          |
| Team Recurve-Bogen   | Volksrepublik ChinaChang Liang Liu Zhaowu Ren Jinke         | JapanShohei Ota Hiroki Suetake Hiroyuki Yoshinaga                 | FrankreichThomas Aubert Geoffrey Barthelot Thomas Faucheron |
| Team Compoundbogen   | FrankreichSebastien Brasseur Joanna Chesse Pascale Lebecque | MexikoGerardo Alvarado Angel Ramirez Cuauhtemoc Alfredo Rodríguez | Vereinigte StaatenAdam Gallant Zachary PlannickAdam Wruck   |

### Mixed
| Disziplin          | Gold                             | Silber                                           | Bronze                                     |
| ------------------ | -------------------------------- | ------------------------------------------------ | ------------------------------------------ |
| Team Recurve-Bogen | SüdkoreaKi Bo-bae Kim Bub-min    | Chinesisch TaipehTien Kang Yuan Shu-chi          | UkraineDmytro Hratschow Nina Mylchenko     |
| Team Compoundbogen | SüdkoreaMin Li-hong Seo Jung-hee | Vereinigte StaatenKendal Nicely Zachary Plannick | ItalienAnastasia Anastasio Jacopo Polidori |

## Medaillenspiegel
| Rang | Land                | G | S | B | Σ  |
| ---- | ------------------- | - | - | - | -- |
| 01   | Südkorea            | 6 | 3 | 1 | 10 |
| 02   | Russland            | 2 | 1 | 1 | 04 |
| 03   | Frankreich          | 1 | 0 | 2 | 03 |
| 04   | Volksrepublik China | 1 | 0 | 0 | 01 |
| 05   | Vereinigte Staaten  | 0 | 2 | 1 | 03 |
| 06   | Chinesisch Taipeh   | 0 | 1 | 2 | 03 |
| 07   | Ukraine             | 0 | 1 | 1 | 02 |
| 08   | Japan               | 0 | 1 | 0 | 01 |
| 08   | Mexiko              | 0 | 1 | 0 | 01 |
| 10   | Indien              | 0 | 0 | 1 | 01 |
| 10   | Italien             | 0 | 0 | 1 | 01 |